# 哈托德
哈托德（Hatod），是印度中央邦Indore县的一个城镇。总人口9030（2001年）。

## 人口
该地2001年总人口9030人，其中男性4648人，女性4382人；0—6岁人口1452人，其中男761人，女691人；识字率53.63%，其中男性为67.04%，女性为39.41%。